# Ольховка (приток Берёзовой)
Ольхо́вка — река в России, протекает по территории Предгорного района и города Кисловодска Ставропольского края. Правый приток Берёзовой (бассейн Кумы).

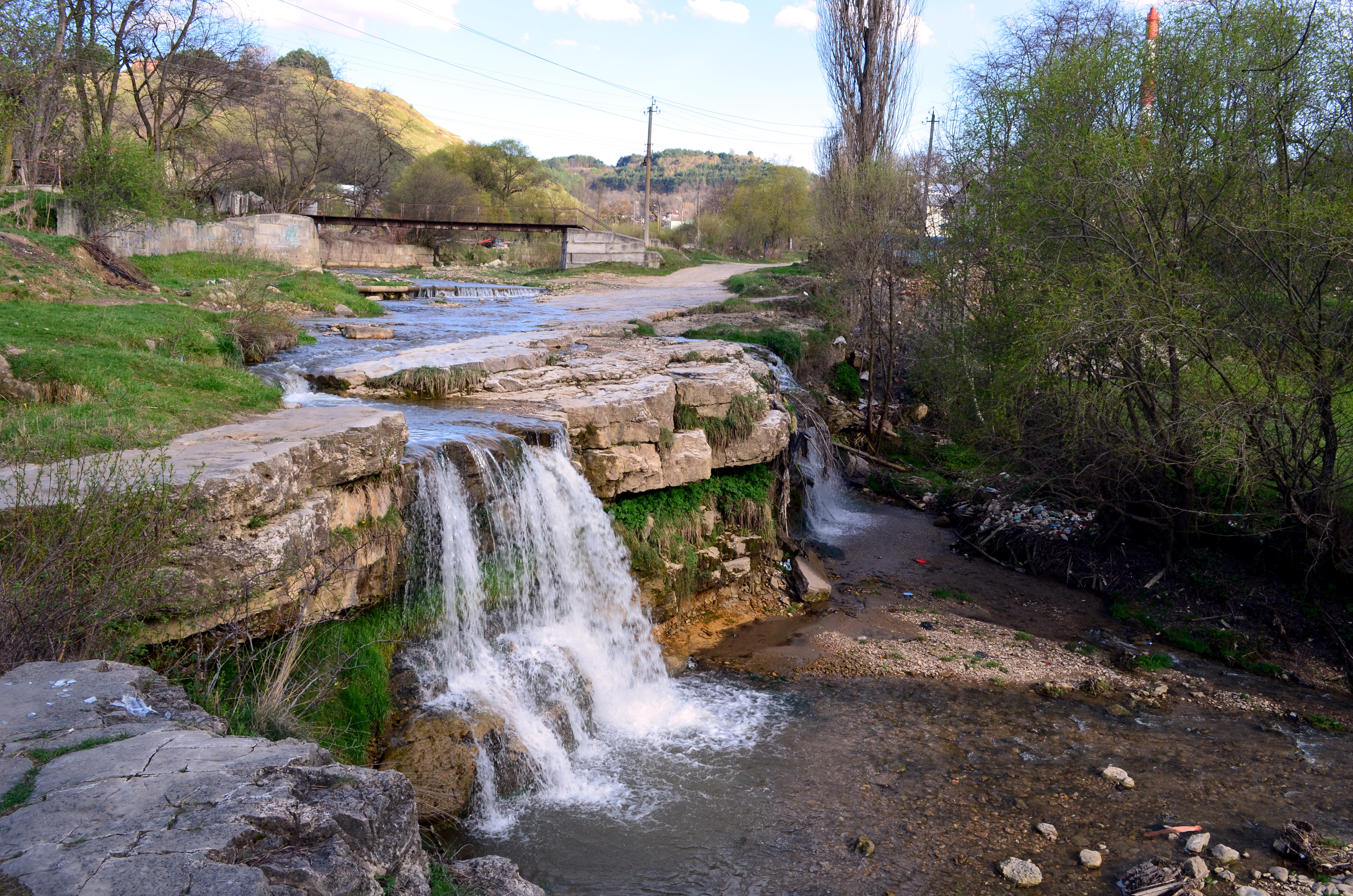
Лермонтовский водопад

Длина реки — 13 км. Площадь водосборного бассейна — 69,8 км².